# Pantherophis bairdi
Espèce
Synonymes
- Coluber bairdi Yarrow, 1880

Statut de conservation UICN

 LC  : Préoccupation mineure
Pantherophis bairdi est une espèce de serpents de la famille des Colubridae.

## Répartition
Cette espèce se rencontre au Texas aux États-Unis et au Coahuila, au Nuevo León et au Tamaulipas au Mexique.

## Habitat
Cette couleuvre fréquente principalement les endroits secs tels que les prairies, les zones rocailleuses, voire le désert.
Elle se sent particulièrement à l'aise dans les forêts clairsemées du Texas et dans la Sierra de Carmen au Coahuila où se trouverait une forte population d'individus.

## Description

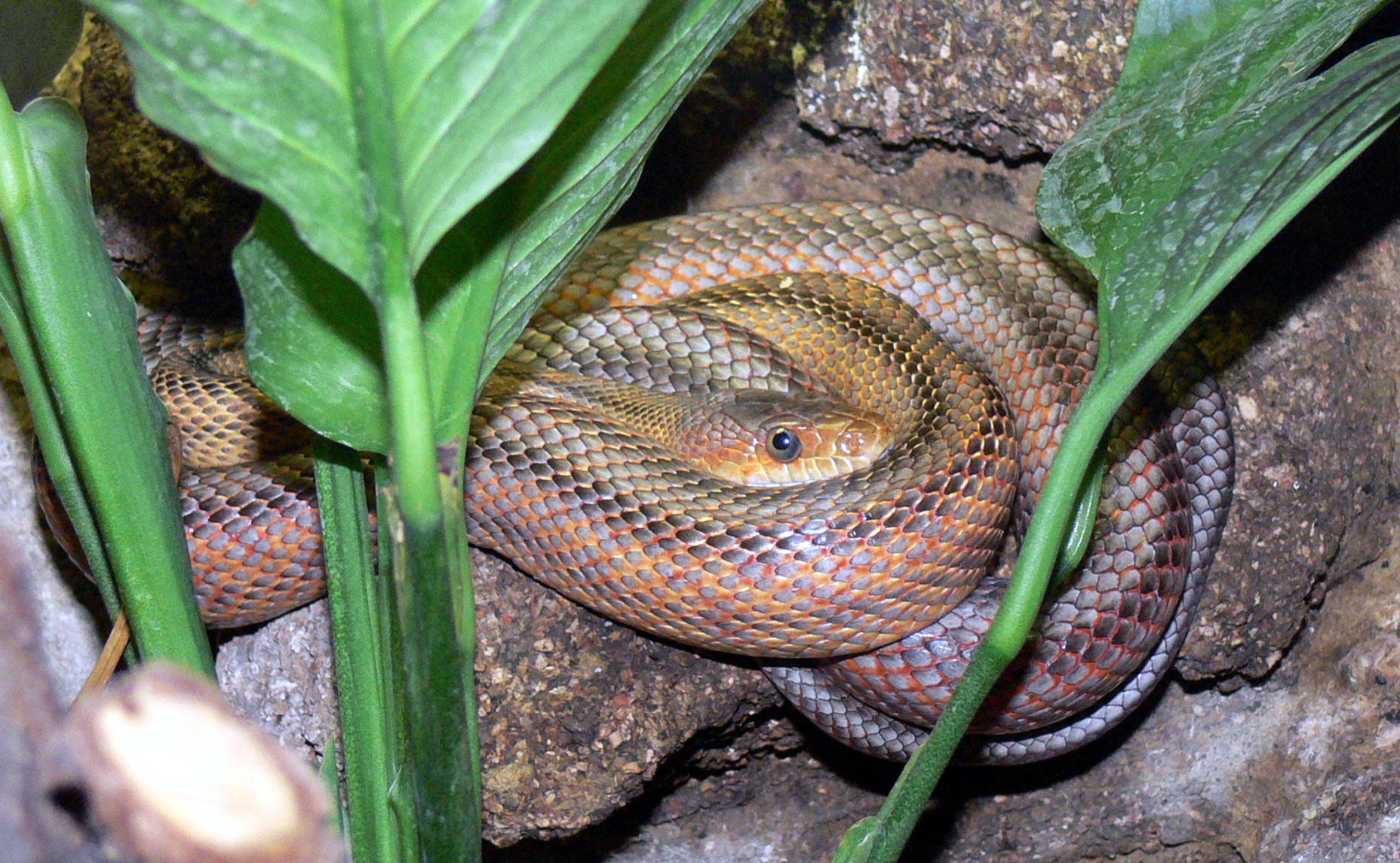
Pantherophis bairdi

La couleur de base de ce Pantherophis est le jaunâtre ou le brun clair. La première partie du corps, tête comprise, peut être jaune paille ou orange. Sur tout le corps du serpent viennent se fondre 4 lignes foncées. Le ventre est orangé. Apparemment, ces différences de coloration seraient dues aux provenances géographiques des sujets. Pantherophis bairdi mesure de 1,2 à 1,6 m, la moyenne étant de 1,4 m.
Pantherophis bairdi est un serpent-ratier plutôt massif et un conscricteur puissant. Pendant longtemps, Pantherophis bairdi a été considérée comme une sous-espèce de Pantherophis obsoletus ; il est d'ailleurs possible de trouver des croisements naturels avec Pantherophis obsoleta lindheimeri qui fréquente en partie le même territoire. Elle est active dès la tombée de la nuit et jusqu'au crépuscule, après quoi, elle part chercher une cachette pour y passer la journée.

## Reproduction

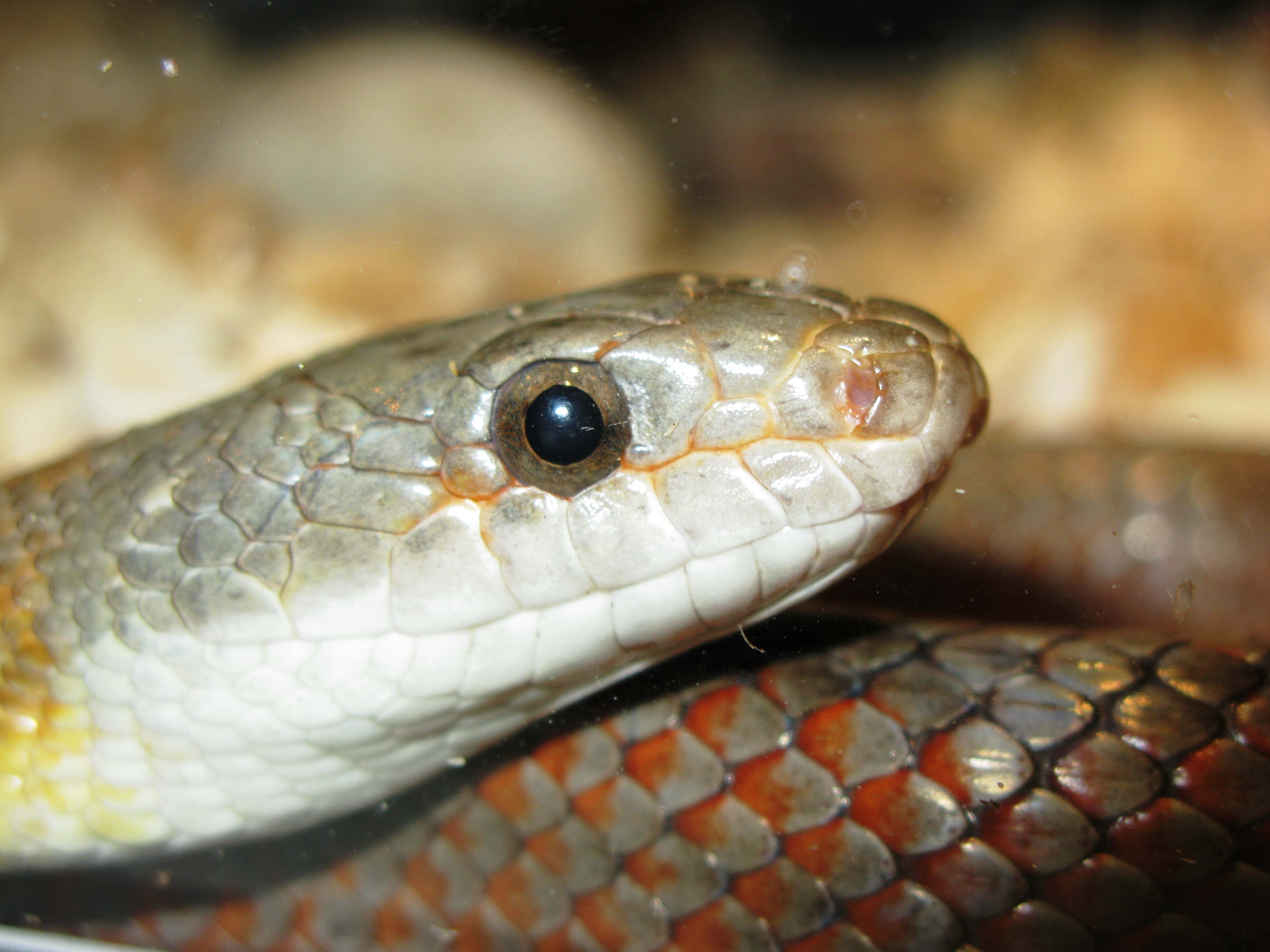
Pantherophis bairdi

La maturité sexuelle peut être atteinte dès la deuxième année. C'est après une période de repos hivernale de 2 à 3 mois à 10⁄12 °C que vont commencer les accouplements. La période de gestation est de 32 à 50 jours, les pontes sont de 8 à 12 œufs, rarement plus de 15. Ces derniers mettront de 60 à 80 jours pour éclore en fonction de la température d'incubation (comprise entre 25 et 28 °C. Les bébés mesurent un peu plus de 30 cm.

## Étymologie
Cette espèce est nommée en l'honneur du naturaliste américain Spencer Fullerton Baird (1823-1887).

## Publication originale
- Cope, 1880 : On the zoological position of Texas. United States National Bulletin, n. 17, p. 1-51 (texte intégral).